# Inga (Plantae)
Inga (lat. Inga), rod korisnog drveća iz porodice mahunarki, smješten u tribus Ingeae. Priznato je 269 vrsta koje rastu od Meksika i velikih Antila na jugu do Argentine.
Rod je opisan 1754. godine, a tipična je vrsta zimzeleno drvo I. vera Willd.. Uobičajeni naziv roda Inga je guavo, dok kod Indijanaca Huaorani s rijeke Rio Tigueno iz Ekvadora postoje za njega nazivi mimontang (za plod) i mimotaahue (za stablo). U Hrvatskoj se koristi naziv inga (Karavla).

## Vrste
1. Inga acicularis T.D.Penn.
2. Inga acreana Harms
3. Inga acrocephala Steud.
4. Inga acuminata Benth.
5. Inga adenophylla Pittier
6. Inga affinis DC.
7. Inga alata Benoist
8. Inga alba (Sw.) Willd.
9. Inga aliena J.F.Macbr.
10. Inga allenii J.León
11. Inga amboroensis T.D.Penn.
12. Inga × andersonii McVaugh
13. Inga appendiculata M.Sousa
14. Inga approximata T.D.Penn.
15. Inga aptera (Vinha) T.D.Penn.
16. Inga arenicola T.D.Penn.
17. Inga augusti Harms
18. Inga auristellae Harms
19. Inga balsapambensis T.D.Penn.
20. Inga barbata Benth.
21. Inga barbourii Standl.
22. Inga belizensis Standl.
23. Inga bella M.Sousa
24. Inga bicoloriflora Ducke
25. Inga bifoliolata D.B.O.S.Cardoso & Amorim
26. Inga bijuga Schery
27. Inga blanchetiana Benth.
28. Inga bollandii Sprague & Sandwith
29. Inga bourgoni (Aubl.) DC.
30. Inga brachyrhachis Harms
31. Inga brachystachys Ducke
32. Inga bracteifera N.Zamora & T.D.Penn.
33. Inga brevipes Benth.
34. Inga bullata Benth.
35. Inga bullatorugosa Ducke
36. Inga cabelo T.D.Penn.
37. Inga cabrerae M.Sousa
38. Inga calantha Ducke
39. Inga calanthoides Amshoff
40. Inga calcicola M.Sousa
41. Inga calderonii Standl.
42. Inga canonegrensis N.Zamora & T.D.Penn.
43. Inga capitata Desv.
44. Inga cardozana L.Cárdenas
45. Inga carinata T.D.Penn.
46. Inga caudata Killip
47. Inga cayennensis Sagot ex Benth.
48. Inga cecropietorum Ducke
49. Inga chartacea Poepp.
50. Inga chiapensis Miranda ex M.Sousa
51. Inga chocoensis Killip ex T.S.Elias
52. Inga chrysantha Ducke
53. Inga ciliata C.Presl
54. Inga cinnamomea Spruce ex Benth.
55. Inga cocleensis Pittier
56. Inga colimana Padilla, Cuevas & Solís
57. Inga colombiana C.Romero
58. Inga colonchensis Cornejo & Bonifaz
59. Inga conchifolia L.P.Queiroz
60. Inga congesta T.D.Penn.
61. Inga cookii Pittier
62. Inga coragypsea L.Uribe
63. Inga cordatoalata Ducke
64. Inga cordistipula Mart.
65. Inga coruscans Humb. & Bonpl. ex Willd.
66. Inga cuspidata M.Sousa
67. Inga cylindrica (Vell.) Mart.
68. Inga cynometrifolia Harms
69. Inga dasycarpa M.Sousa
70. Inga davidsei M.Sousa
71. Inga densiflora Benth.
72. Inga disticha Benth.
73. Inga dominicensis Benth.
74. Inga duckei Huber
75. Inga dwyeri M.Sousa
76. Inga edulis Mart.
77. Inga edwallii (Harms) T.D.Penn.
78. Inga enterolobioides T.D.Penn.
79. Inga exalata T.S.Elias
80. Inga exfoliata T.D.Penn. & F.C.P.García
81. Inga exilis T.D.Penn.
82. Inga expansa Rusby
83. Inga extra-nodis T.D.Penn.
84. Inga fanchoniana Poncy
85. Inga fastuosa (Jacq.) Willd.
86. Inga fendleriana Benth.
87. Inga feuillei DC.
88. Inga filiformis N.Zamora
89. Inga flagelliformis (Vell.) Mart.
90. Inga flexuosa Schltdl.
91. Inga fosteriana T.D.Penn.
92. Inga gereauana (Pipoly & R.Vásquez) T.D.Penn.
93. Inga globularis T.D.Penn.
94. Inga glomeriflora Ducke
95. Inga goldmanii Pittier
96. Inga golfodulcensis N.Zamora
97. Inga goniocalyx Britton & Killip
98. Inga graciliflora Benth.
99. Inga gracilifolia Ducke
100. Inga gracilior Sprague
101. Inga grandiflora Ducke
102. Inga grandis T.D.Penn.
103. Inga grazielae (Vinha) T.D.Penn.
104. Inga hayesii Benth.
105. Inga herrerae N.Zamora
106. Inga heterophylla Willd.
107. Inga hispida Schott ex Benth.
108. Inga huastecana M.Sousa
109. Inga huberi Ducke
110. Inga ilta T.D.Penn.
111. Inga inflata Ducke
112. Inga ingoides (Rich.) Willd.
113. Inga inicuil Schltdl. & Cham. ex G.Don
114. Inga insignis Kunth
115. Inga interfluminensis L.Uribe
116. Inga interrupta L.Cárdenas & De Martino
117. Inga involucrata R.S.Cowan
118. Inga ismaelis M.Sousa
119. Inga japurensis T.D.Penn.
120. Inga jaunechensis A.H.Gentry
121. Inga jefensis Liesner & D'Arcy
122. Inga jimenezii N.Zamora
123. Inga killipiana J.F.Macbr.
124. Inga lactifera M.Sousa
125. Inga lacustris M.Sousa
126. Inga laevigata M.Martens & Galeotti
127. Inga lallensis Spruce ex Benth.
128. Inga lanceifolia Benth.
129. Inga lateriflora Miq.
130. Inga latipes Pittier
131. Inga laurina (Sw.) Willd.
132. Inga lenticellata Benth.
133. Inga lentiscifolia Benth.
134. Inga leonis N.Zamora
135. Inga leptantha Benth.
136. Inga leptingoides Amshoff
137. Inga leptocarpa T.D.Penn.
138. Inga lineata Benth.
139. Inga litoralis N.Zamora
140. Inga lomatophylla (Benth.) Pittier
141. Inga longiflora Spruce ex Benth.
142. Inga longifoliola R.S.Cowan.
143. Inga longipes Benth.
144. Inga longispica Standl.
145. Inga lopadadenia Harms
146. Inga loubryana Poncy
147. Inga macarenensis Philipson
148. Inga macrantha J.R.Johnst.
149. Inga macrophylla Humb. & Bonpl. ex Willd.
150. Inga manabiensis T.D.Penn.
151. Inga marginata Willd.
152. Inga maritima Benth.
153. Inga martinicensis C.Presl
154. Inga maynensis Benth.
155. Inga megalobotrys T.D.Penn.
156. Inga megaphylla Poncy & Vester
157. Inga meissneriana Miq.
158. Inga mendoncaei Harms
159. Inga mexicana (T.D.Penn.) M.Sousa
160. Inga micradenia Spruce ex Benth.
161. Inga microcalyx Spruce ex Benth.
162. Inga mortoniana J.León
163. Inga mucuna Walp.
164. Inga multicaulis Spruce ex Benth.
165. Inga multijuga Benth.
166. Inga multinervis T.D.Penn.
167. Inga neblinensis L.Cárdenas & De Martino
168. Inga nobilis Willd.
169. Inga nouragensis Poncy
170. Inga nubium Poncy
171. Inga nuda Salzm. ex Benth.
172. Inga obidensis Ducke
173. Inga obtusata Spruce ex Benth.
174. Inga oerstediana Benth.
175. Inga ornata Kunth
176. Inga pachyphylla Harms
177. Inga pallida Rusby
178. Inga panurensis Spruce ex Benth.
179. Inga paraensis Ducke
180. Inga paterno Harms
181. Inga pauciflora Walp. & Duchass.
182. Inga peduncularis Benth.
183. Inga pedunculata (Vinha) T.D.Penn.
184. Inga pezizifera Benth.
185. Inga pilosula (Rich.) J.F.Macbr.
186. Inga pinetorum Pittier
187. Inga pitmanii K.G.Dexter & T.D.Penn.
188. Inga platyptera Benth.
189. Inga pleiogyna T.D.Penn.
190. Inga plumifera Spruce ex Benth.
191. Inga pluricarpellata T.D.Penn.
192. Inga poeppigiana Benth.
193. Inga polita Killip
194. Inga polyantha Ducke
195. Inga porcata T.D.Penn.
196. Inga portobellensis Beurl.
197. Inga praegnans T.D.Penn.
198. Inga pruriens Poepp.
199. Inga pseudoinvolucrata M.Sousa
200. Inga psittacorum L.Uribe
201. Inga punctata Willd.
202. Inga retinocarpa Poncy
203. Inga rhynchocalyx Sandwith
204. Inga rubiginosa (Rich.) DC.
205. Inga ruiziana G.Don
206. Inga rusbyi Pittier
207. Inga saffordiana Pittier
208. Inga salicifolia T.D.Penn.
209. Inga saltensis Burkart
210. Inga samanensis L.Uribe
211. Inga santaremnensis Ducke
212. Inga sapindoides Willd.
213. Inga sarayacuensis T.D.Penn.
214. Inga sastreana Acev.-Rodr., S.Carrington & T.D.Penn.
215. Inga sellowiana Benth.
216. Inga sertulifera DC.
217. Inga sessilis Mart.
218. Inga setosa G.Don
219. Inga sierrae Britton & Killip
220. Inga silanchensis T.D.Penn.
221. Inga sinacae M.Sousa & Ibarra-Manr.
222. Inga skutchii Standl.
223. Inga spectabilis (Vahl) Willd.
224. Inga spiralis Liesner & D'Arcy
225. Inga splendens Willd.
226. Inga standleyana Pittier
227. Inga steinbachii Harms
228. Inga stenocalyx Spruce ex Benth.
229. Inga stenophylla Standl.
230. Inga stenopoda Pittier
231. Inga stenoptera Benth.
232. Inga stipulacea G.Don
233. Inga stipularis DC.
234. Inga striata Benth.
235. Inga striolata T.D.Penn.
236. Inga suaveolens Ducke
237. Inga suberosa T.D.Penn.
238. Inga subnuda Salzm. ex Benth.
239. Inga suborbicularis T.D.Penn.
240. Inga tarapotensis Spruce ex Benth.
241. Inga tayronaensis T.D.Penn.
242. Inga tenuicalyx T.D.Penn.
243. Inga tenuiloba N.Zamora & T.D.Penn.
244. Inga tenuis (Vell.) Mart.
245. Inga tenuistipula Ducke
246. Inga tessmannii Harms
247. Inga thibaudiana DC.
248. Inga tocacheana D.R.Simpson
249. Inga tomentosa Benth.
250. Inga tonduzii Donn.Sm.
251. Inga ulei Harms
252. Inga umbellifera (Vahl) Steud. ex DC.
253. Inga umbratica Poepp.
254. Inga unica Barneby & J.W.Grimes
255. Inga uraguensis Hook. & Arn.
256. Inga urceolata N.Zamora
257. Inga ursi Pittier
258. Inga velutina Willd.
259. Inga venusta Standl.
260. Inga vera Willd.
261. Inga vestita Benth.
262. Inga villosissima Benth.
263. Inga virescens Benth.
264. Inga virgultosa Desv.
265. Inga vismiifolia Poepp.
266. Inga vulpina Mart. ex Benth.
267. Inga xalapensis Benth.
268. Inga xinguensis Ducke
269. Inga yacoana J.F.Macbr.
270. Inga yasuniana T.D.Penn.

## Sinonimi
- Affonsea A.St.-Hil.
- Amosa Neck.
- Feuilleea L. ex Kuntze
- Ingaria Raf.